# جون جيلكريست
جون جيلكريست (بالإنجليزية: John Gilchrist)‏ (30 مارس 1899 - 1 فبراير 1950) هو مدرب كرة قدم ولاعب كرة قدم بريطاني (وحمل سابقاً جنسية المملكة المتحدة لبريطانيا العظمى وأيرلندا) في مركز نصف الجناح. لعب مع نادي سلتيك ونادي لانارك الثالث.

## وصلات خارجية
- جون جيلكريست على موقع الاتحاد الإسكتلندي (الإنجليزية)
- جون جيلكريست على موقع قاعدة بيانات كرة القدم.إي يو (الإنجليزية)